# Burlington (Maine)
Burlington ist eine Town im Penobscot County des Bundesstaates Maine in den Vereinigten Staaten. Im Jahr 2020 lebten dort 373 Einwohner in 369 Haushalten auf einer Fläche von 145,69 km².

## Geografie
Nach dem United States Census Bureau hat Burlington eine Gesamtfläche von 145,69 km², von der 139,89 km² Land sind und 5,8 km² aus Gewässern bestehen.

### Geografische Lage
Burlington liegt zentral im Penobscot County. Durch das Zentrum der Town fließt in südliche Richtung der Madagascal Stream. Auf dem Gebiet befinden sich mehrere Seen. Die größeren sind der Madagascal Pond im Nordosten, im Westen der Eskutassis Pond und im Süden der Saponac Pond. Die Oberfläche ist leicht hügelig, der Peasley Hill mit 208 m Höhe ist die höchste Erhebung.

### Nachbargemeinden
Alle Entfernungen sind als Luftlinien zwischen den offiziellen Koordinaten der Orte aus der Volkszählung 2010 angegeben.
- Norden: Lincoln, 11,0 km
- Osten: Twombly Ridge, Unorganized Territory, 11,3 km
- Süden: East Central Penobscot, Unorganized Territory, 17,4 km
- Westen: Lowell, 10,4 km

### Stadtgliederung
In Burlington gibt es drei Siedlungsgebiete: Bryant Ridge, Burlington und Long Ridge.

### Klima
Die mittlere Durchschnittstemperatur in Burlington liegt zwischen −9,4 °C (15 °F) im Januar und 20,6 °C (69 °F) im Juli. Damit ist der Ort gegenüber dem langjährigen Mittel der USA um etwa 9 Grad kühler. Die Schneefälle zwischen Oktober und Mai liegen mit bis zu zweieinhalb Metern mehr als doppelt so hoch wie die mittlere Schneehöhe in den USA; die tägliche Sonnenscheindauer liegt am unteren Rand des Wertespektrums der USA.

## Geschichte
Burlington wurde am 8. März 1832 als eigenständige Town organisiert. Zuvor war das Gebiet unter den Namen Township No. 2, First Range North of Bingham's Penobscot Purchase (T2 R1 NBPP) und Hurd's Ridge bekannt. Im Jahr 1835 wurde ein Gebiet hinzugenommen, welches zuvor unter dem Namen two mile strip bekannt war und ein Teil von Lowell wurde im Jahr 1847 hinzugenommen.
Die Besiedlung in dem Gebiet startete 1824, vermutlich war der erste Siedler Tristam Hurd, nach dem Hurd Ridge benannt ist.

### Einwohnerentwicklung
| Volkszählungsergebnisse – Town of Burlington, Maine | Volkszählungsergebnisse – Town of Burlington, Maine | Volkszählungsergebnisse – Town of Burlington, Maine | Volkszählungsergebnisse – Town of Burlington, Maine | Volkszählungsergebnisse – Town of Burlington, Maine | Volkszählungsergebnisse – Town of Burlington, Maine | Volkszählungsergebnisse – Town of Burlington, Maine | Volkszählungsergebnisse – Town of Burlington, Maine | Volkszählungsergebnisse – Town of Burlington, Maine | Volkszählungsergebnisse – Town of Burlington, Maine | Volkszählungsergebnisse – Town of Burlington, Maine |
| Jahr                                                | 1800                                                | 1810                                                | 1820                                                | 1830                                                | 1840                                                | 1850                                                | 1860                                                | 1870                                                | 1880                                                | 1890                                                |
| --------------------------------------------------- | --------------------------------------------------- | --------------------------------------------------- | --------------------------------------------------- | --------------------------------------------------- | --------------------------------------------------- | --------------------------------------------------- | --------------------------------------------------- | --------------------------------------------------- | --------------------------------------------------- | --------------------------------------------------- |
| Einwohner                                           |                                                     |                                                     |                                                     |                                                     | 350                                                 | 481                                                 | 578                                                 | 553                                                 | 536                                                 | 460                                                 |
| Jahr                                                | 1900                                                | 1910                                                | 1920                                                | 1930                                                | 1940                                                | 1950                                                | 1960                                                | 1970                                                | 1980                                                | 1990                                                |
| Einwohner                                           | 394                                                 | 370                                                 | 330                                                 | 301                                                 | 338                                                 | 425                                                 | 353                                                 | 266                                                 | 322                                                 | 360                                                 |
| Jahr                                                | 2000                                                | 2010                                                | 2020                                                | 2030                                                | 2040                                                | 2050                                                | 2060                                                | 2070                                                | 2080                                                | 2090                                                |
| Einwohner                                           | 351                                                 | 363                                                 | 373                                                 |                                                     |                                                     |                                                     |                                                     |                                                     |                                                     |                                                     |

## Kultur und Sehenswürdigkeiten

### Bauwerke
In Burlington wurde ein Bauwerk unter Denkmalschutz gestellt und ins National Register of Historic Places aufgenommen.
- Old Tavern, 1986 unter der Register-Nr. 86000674.[10]

## Wirtschaft und Infrastruktur

### Verkehr
Durch den westlichen Teil der Town verläuft in nordsüdlicher Richtung die Main State Route 188.

### Öffentliche Einrichtungen
In Burlington gibt es keine medizinischen Einrichtungen oder Krankenhäuser. Nächstgelegene Einrichtungen für die Bewohner von Burlington befinden sich in Howland.
Burlington besitzt keine eigene Bücherei. Die nächstgelegenen sind in Enfield und Howland.

### Bildung
Burlington gehört mit  Lowell, Edinburg, Enfield, Howland, Maxfield, Passadumkeag und Seboeis zum School Administrative Unit 31. Im Schulbezirk stehen folgende Schulen zur Verfügung:
- Penobscot Valley High School in Howland, mit Schulklassen vom 9. bis zum 12. Schuljahr
- Hichborn Middle School in Howland, mit Schulklassen vom 6. bis zum 8. Schuljahr
- Enfield Station School in Enfield, mit Schulklassen von Pre-Kindergarten bis zum 5. Schuljahr